# Listroscelis
Listroscelis is een geslacht van rechtvleugeligen uit de familie sabelsprinkhanen (Tettigoniidae). De wetenschappelijke naam van dit geslacht is voor het eerst geldig gepubliceerd in 1831 door Serville.

## Soorten
Het geslacht Listroscelis omvat de volgende soorten:
- Listroscelis armata Serville, 1831
- Listroscelis atrata Redtenbacher, 1891
- Listroscelis carinata Karny, 1907
- Listroscelis ferruginea Redtenbacher, 1891